# UTC-04:00

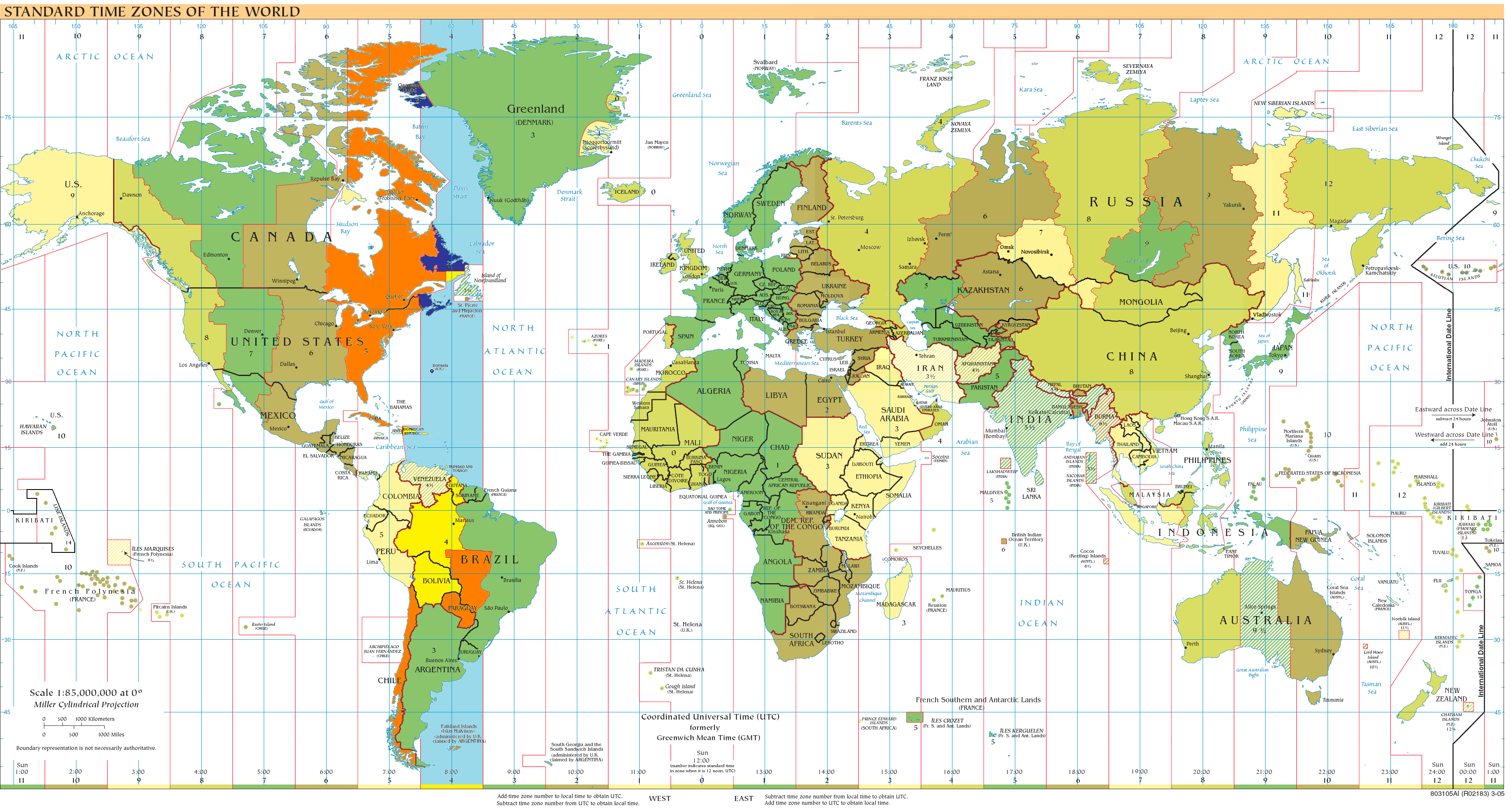
UTC-04:00

UTC-04:00 (Q – Quebec) – strefa czasowa, odpowiadająca czasowi słonecznemu południka 60°W.
W strefie znajduje się m.in. Asunción, Caracas, Georgetown, Halifax, La Paz, Manaus, Port-of-Spain, San Juan, Santiago i Santo Domingo.

## Strefa całoroczna
Ameryka Południowa:
- Boliwia
- Brazylia (stany Rondônia i Roraima, większość stanu Amazonas)
- Gujana
- Wenezuela

Ameryka Północna:
- Anguilla
- Antigua i Barbuda
- Antyle Holenderskie
- Aruba
- Barbados
- Brytyjskie Wyspy Dziewicze
- Dominika
- Dominikana
- Gwadelupa
- Grenada
- Kanada (wschodnia część prowincji Quebec)
- Martynika
- Montserrat
- Portoryko
- Saint Kitts i Nevis
- Saint Lucia
- Saint Vincent i Grenadyny
- Trynidad i Tobago
- Wyspy Dziewicze Stanów Zjednoczonych

## Czas standardowy (zimowy) na półkuli północnej
Ameryka Północna:
- Bermudy
- Grenlandia (Qaanaaq i okolice)
- Kanada (prowincje Nowa Szkocja, Nowy Brunszwik i Wyspa Księcia Edwarda oraz część prowincji Nowa Fundlandia i Labrador: Labrador bez południowo-wschodniego wybrzeża)

## Czas standardowy (zimowy) na półkuli południowej
Ameryka Południowa:
- Chile (bez Wyspy Wielkanocnej)

## Czas letni na półkuli północnej
Ameryka Północna:
- Bahamy
- Kanada (wschodnia część terytorium Nunavut oraz większa część prowincji Ontario i Quebec)
- Kuba
- Stany Zjednoczone (Dystrykt Kolumbii, stany Connecticut, Delaware, Georgia, Karolina Południowa, Karolina Północna, Maine, Maryland, Massachusetts, New Hampshire, New Jersey, Nowy Jork, Ohio, Pensylwania, Rhode Island, Vermont, Wirginia i Wirginia Zachodnia, większość stanów Floryda, Indiana i Michigan oraz wschodnia część stanów Kentucky i Tennessee)
- Turks i Caicos